# Максийи-сюр-Сон
Максийи́-сюр-Сон (фр. Maxilly-sur-Saône) — коммуна во Франции, находится в регионе Бургундия. Департамент коммуны — Кот-д’Ор. Входит в состав кантона Понтайе-сюр-Сон. Округ коммуны — Дижон.
Код INSEE коммуны — 21398.

## Население
Население коммуны на 2010 год составляло 340 человек.
| 1962 | 1968 | 1975 | 1982 | 1990 | 1999 | 2010 |
| ---- | ---- | ---- | ---- | ---- | ---- | ---- |
| 308  | 296  | 340  | 298  | 300  | 302  | 340  |

## Экономика
В 2010 году среди 214 человек трудоспособного возраста (15—64 лет) 146 были экономически активными, 68 — неактивными (показатель активности — 68,2 %, в 1999 году было 70,0 %). Из 146 активных жителей работали 128 человек (73 мужчины и 55 женщин), безработных было 18 (7 мужчин и 11 женщин). Среди 68 неактивных 12 человек были учениками или студентами, 32 — пенсионерами, 24 были неактивными по другим причинам.
Максийи-сюр-Сон — конечный пункт канала Марна-Сона.